# لوتار إردمان
لوتار إردمان (بالألمانية: Lothar Erdmann)‏ هو نقابي وصحفي ألماني، ولد في 12 أكتوبر 1888 في فروتسواف في بولندا، وتوفي في 18 سبتمبر 1939 في معسكر اعتقال ساكسنهاوزن في ألمانيا.